# Pegasus (spyware)
Pegasus é um spyware desenvolvido pela empresa de armas cibernéticas [en] israelense NSO Group [en], que pode ser instalado secretamente em telemóveis e outros dispositivos com os sistemas Android e iOS.
De acordo com o Washington Post e outras fontes de mídia, o Pegasus não só permite a monitorização das teclas de todas as comunicações de um telefone (textos, e-mails, pesquisas na web), mas também permite o seguimento de chamadas telefónicas e localização, ao mesmo tempo que permite ao Grupo NSO sequestrar tanto o microfone do telemóvel como a câmara, transformando-o assim num dispositivo de vigilância constante.
A NSO Group afirmou que fornece "aos governos autorizados esta tecnologia que os ajuda a combater o terrorismo e o crime", publicou secções de contratos que exigem aos clientes que utilizem os seus produtos apenas para investigações criminais e de segurança nacional e declarou que tem uma abordagem pioneira na indústria em relação aos direitos humanos.
Em 23 de agosto de 2020, de acordo com informações obtidas pelo jornal israelense Haaretz, o Grupo NSO foi acusado de vender o spyware Pegasus por centenas de milhões de dólares para o Brasil, Emirados Árabes Unidos e outros Estados do Golfo, com o objetivo de vigilância estatal contra ativistas sociais, dissidentes, jornalistas e líderes políticos de nações rivais.
O programa de investigação da Al Jazeera The Tip of the Iceberg, Spy partners, em 20 de dezembro de 2020, mostrou imagens exclusivas sobre "Pegasus", e sua penetração nos telefones de profissionais da mídia e ativistas, que segundo as pesquisas do Citizen Lab, um laboratório interdisciplinar sediado no Canadá, foram usados pela Arábia Saudita e pelos Emirados Árabes Unidos para espionar seus oponentes.

## Detalhes despyware
Ao clicar em um link malicioso, Pegasus secretamente habilita um jailbreak no dispositivo e pode ler mensagens de texto, rastrear chamadas, coletar senhas, rastrear a localização do telefone, bem como coletar informações de aplicativos, incluindo (mas não se limitando a) iMessage, Gmail, Viber, Facebook, WhatsApp, Telegram e Skype.

## Correção
A Apple lançou a versão 9.3.5 do iOS para sua linha de produtos para smartphones iPhone em agosto de 2016. Os detalhes da atualização foram correções para as três vulnerabilidades de segurança críticas exploradas pela Pegasus.

## Divulgação
As vulnerabilidades foram encontradas dez dias antes do lançamento da atualização do iOS 9.3.5. O defensor árabe de direitos humanos Ahmed Mansoor recebeu uma mensagem de texto prometendo "segredos" sobre a tortura que acontece em prisões nos Emirados Árabes Unidos", junto com um link que é uma forma de engenharia social. Mansoor enviou o link para o Citizen Lab. Seguiu-se uma investigação com a colaboração da Lookout que revelou que se Mansoor tivesse seguido o link, teria feito o jailbreak em seu telefone no local e implantado o spyware nele. O Citizen Lab vinculou o ataque a uma empresa privada israelense de spyware conhecida como NSO Group, que vende Pegasus a governos para "interceptação legal", mas existem suspeitas de que seja aplicado para outros fins. O NSO Group pertenceu, durante algum tempo, a uma empresa americana de private equity, Francisco Partners, antes de ser comprado de volta pelos seus fundadores em 2019.
Em relação à disseminação do problema, a Lookout, uma empresa privada de segurança informática com sede em São Francisco, afirmou em uma postagem de blog: "Acreditamos que este spyware esteja em liberdade por um período significativo de tempo com base em alguns dos indicadores do código" e apontou que o código mostra sinais de uma "tabela de mapeamento de kernel com valores desde o iOS 7". O New York Times e o The Times of Israel relataram que parece que os Emirados Árabes Unidos estavam usando esse spyware já em 2013.
Vários processos pendentes afirmam que o Grupo NSO ajudou clientes a operar o software e, portanto, participou de inúmeras violações de direitos humanos iniciadas por seus clientes. Dois meses após o assassinato e desmembramento do jornalista do Washington Post Jamal Khashoggi, ativista saudita dos direitos humanos, no Consulado da Arábia Saudita em Istambul, Turquia, o dissidente saudita Omar Abdulaziz, residente canadense, entrou com uma ação em Israel contra o Grupo NSO, acusando a empresa de fornecer ao governo saudita o software de vigilância para espionar ele e seus amigos, incluindo Khashoggi.
Na Conferência de Analistas de Segurança de 2017, realizada pela Kaspersky Lab, os pesquisadores revelaram que o Pegasus existe não apenas para iOS, mas também para Android.

## Projeto Pegasus (investigação jornalística)
O Projecto Pegasus, uma iniciativa jornalística de investigação internacional debruçou-se, desde 2020, sobre o spyware Pegasus e a sua utilização. Comercializado como uma ferramenta contra crimes graves e terrorismo, uma lista de 50 mil números de telefone alvo vazou para a Forbidden Stories, uma associação de jornalistas de investigação, e uma análise revelou que a lista continha os números dos principais políticos da oposição, activistas dos direitos humanos, jornalistas, advogados e outros dissidentes políticos.
A Forbidden Stories, assim como a Amnistia Internacional, tiveram inicialmente acesso à lista e partilharam-na com 17 organizações de meios de comunicação social, entre elas o britânico The Guardian. Mais de 80 jornalistas trabalharam em conjunto durante vários meses como parte do projecto Pegasus. O Laboratório de Segurança da Amnistia, um parceiro técnico no projecto, fez as análises forenses.
Vários destes telefones foram inspeccionados pela equipa de cibersegurança da Amnistia Internacional, que encontrou provas forenses do spyware da Pegasus.
Um jornalista francês observou que "numa questão de cibervigilância, vemos que o abuso é de facto a regra". A Forbidden Stories argumenta que o Pegasus e os seus usos de facto constituem uma arma global para silenciar os jornalistas.

## Usos

### Escândalo na Índia
No final de 2019, o Facebook iniciou um processo contra a NSO, alegando que o WhatsApp havia sido usado para hackear uma série de ativistas, jornalistas e burocratas na Índia, levando a acusações de envolvimento do governo indiano.

### Uso por cartéis de drogas mexicanos
Pegasus tem sido usado para visar e intimidar jornalistas mexicanos por cartéis de drogas e atores governamentais ligados a cartéis.

### Assassinato de Jamal Khashoggi
O software Pegasus, cujas vendas são licenciadas pelo governo de Israel para governos estrangeiros, ajudou a Arábia Saudita a espionar o smartphone do dissidente saudita e rastrear sua comunicação com o jornalista Jamal Kashoggi, assassinado em 2018.

## Vulnerabilidades
Lookout forneceu detalhes das três vulnerabilidades: CVE-2016-4655: Vazamento de informações no Kernel — Uma vulnerabilidade de mapeamento de base do kernel que vaza informações para o invasor, permitindo que ele calcule a localização do kernel na memória; CVE-2016-4656: A corrupção da memória do kernel leva ao Jailbreak — vulnerabilidades no nível do kernel do iOS de 32 e 64 bits que permitem que o invasor faça o jailbreak secretamente do dispositivo e instale o software de vigilância — detalhes na referência; CVE-2016-4657: Corrupção de memória no Webkit — uma vulnerabilidade no Safari WebKit que permite que o invasor comprometa o dispositivo quando o usuário clica em um link.

## Reações

### Notícias
Notícias sobre o spyware receberam atenção significativa da mídia, principalmente por ser chamado de o ataque de smartphone "mais sofisticado" de todos os tempos, e por ser a primeira vez na história do iPhone quando um exploit de jailbreak remoto foi detectado.

### Comentário do Grupo NSO
Dan Tynan, do The Guardian, escreveu um artigo com comentários do Grupo NSO, onde afirmam que fornecem "aos governos autorizados tecnologia que os ajuda a combater o terrorismo e o crime". A empresa afirmou não ter conhecimento de quaisquer incidentes particulares.

### Ceticismo do programabug bounty
O jornalista Russell Brandom, do portal Rest Of World concluiu seu artigo escrevendo: "É difícil dizer quanto dano poderia ter sido causado se Mansoor tivesse clicado no link do spyware… A esperança é que, quando o próximo pesquisador encontrar o próximo bug, esse pensamento importe mais do que o dinheiro."